# Zehra Güneş
Zehra Güneş (IPA: [zɛhɾɑː ɟyˈneʃ]; Istanbul, 7 luglio 1999) è una pallavolista turca, centrale del VakıfBank.

## Palmarès

### Club
- Campionato turco: 5

2017-18, 2018-19, 2020-21, 2021-22, 2024-25
- Coppa di Turchia: 4

2017-18, 2020-21, 2021-22, 2022-23
- Supercoppa turca: 3

2017, 2021, 2023
- Campionato mondiale per club: 3

2017, 2018, 2021
- Champions League: 3

2017-18, 2021-22, 2022-23

### Nazionale (competizioni minori)
- Campionato europeo under 19 2016
- Campionato mondiale under 23 2017
- Montreux Volley Masters 2018

### Premi individuali
- 2015 - Campionato mondiale under 18: Miglior centrale
- 2017 - Campionato mondiale under 20: Miglior centrale
- 2018 - Sultanlar Ligi: Rising star
- 2019 - Campionato mondiale per club: Miglior centrale
- 2021 - Sultanlar Ligi: Rising star
- 2021 - Campionato mondiale per club: Miglior centrale
- 2022 - Sultanlar Ligi: MVP
- 2022 - Campionato mondiale per club: Miglior centrale
- 2023 - Volleyball Nations League: Miglior centrale[8]
- 2023 - Campionato europeo: Miglior centrale
- 2023 - Campionato mondiale per club: Miglior centrale[9]